# 3 Ezra
3 Ezra is een boek dat in de Septuagint deel uitmaakte van de Hebreeuwse Bijbel, maar in de moderne tijd nooit deel uitmaakt van de canon en dus een van de Apocriefen van het Oude Testament is. Het boek werd oorspronkelijk in het Aramees of Hebreeuws geschreven, maar is alleen bekend uit Griekse versies of Latijnse vertalingen van de Griekse tekst.
In het Nederlands kan verwarring optreden met het Bijbelboek Ezra of andere boeken met de naam Ezra. In het Engels wordt het boek Greek Ezra ("Griekse Ezra") genoemd om het te onderscheiden en de King James Version noemt het boek 1 Esdras. In de Oosters-orthodoxe kerken staat het boek bekend als 2 Esdras. In de Septuagint heet het boek Esdras A (Grieks: Ἔσδρας Αʹ) en wordt gevolgd door Esdras B dat de canonieke boeken Ezra en Nehemia bevat.

## Structuur en inhoud
Het boek schetst delen van de geschiedenis van de Israëlieten van 621 v.Chr. tot 444 v.Chr. De inhoud van het boek komt grotendeels overeen met inhoud van (andere) Bijbelboeken. Het enige gedeelte dat uniek is voor 3 Ezra is het "Verhaal van de drie lijfwachten", een Perzisch volksverhaal met wat wijzigingen om te passen in een Joodse context.
| Hoofdstuk                 | Inhoud                                                           | Vergelijkbaar met           |
| ------------------------- | ---------------------------------------------------------------- | --------------------------- |
| 1:1-24                    | Josia's Pesachviering                                            | 2 Kronieken 35:1-27         |
| 1:25-58                   | Achteruitgang en verwoesting                                     | 2 Kronieken 36:1-21         |
| 2:1-9:55 (m.u.v. 3:1-5:6) | Fases van terugkeer en herstel                                   | Ezra 1-10 en Nehemia 8      |
| 2:1-30                    | Aanvankelijke voorbereidingen m.b.t. terugkeer en wederopbouwing | Ezra 1 en 4:7-24            |
| 3:1-5:6                   | De drie lijfwachten en de opdracht van Zerubbabel                |                             |
| 5:7-7:15                  | Zerubbabel leidt de wederbouw van het altaar en de Joodse tempel | Ezra 2:1-4:6 en 5:1-6:22    |
| 8:1-9:55                  | Ezra leidt de hervormingen en introduceert de wet                | Ezra 7-9 en Nehemia 8:1-13a |

## Datum en auteurschap
Er is een consensus dat het boek in de twee eeuw voor Christus in Egypte is geschreven. Er wordt over het algemeen aangenomen dat het boek oorspronkelijk in het Aramees of Hebreeuws is geschreven.

## Historisch gebruik
Het eerste citaat uit 3 Ezra dat zodanig is herkend is afkomstig uit Oude geschiedenis van de Joden geschreven door Flavius Josephus, een Joods geschiedschrijver uit de eerste eeuw na Christus. Het verhaal over de drie lijfwachten in 3:1 tot 5:6 was populair in het vroege christendom; sommigen zagen hierin een profetie over de komst van Jezus Christus.
Het bestaan van het boek wordt niet bevestigd door vroege Joodse bronnen, maar het intensieve gebruik door Flavius Josephus suggereert dat het bekend en gewaardeerd was. De positie in de Westerse Kerk werd erg aangetast door stevige kritiek van Hiëronymus van Stridon. De canoniciteit van het boek werd afgewezen door het Concilie van Trente (1546 n.Chr.).